# جين كاتلر
جين كاتلر (بالإنجليزية: Jane Cutler)‏ هي كاتِبة أمريكية، ولدت في 24 سبتمبر 1936.